# Consejería de Derechos Sociales de la Generalidad de Cataluña
La consejería de Derechos Sociales es una de las consejerías del Gobierno de Cataluña 2021-2025, creada en 1988. Actualmente ejerce el cargo Mònica Martínez.

## Competencias
El DECRETO 21/2021, de 25 de mayo, de creación, denominación y determinación del ámbito de competencia de los departamentos de la Administración de la Generalidad de Cataluña, establece las competencias de las distintas consejerías de la Generalidad de Cataluña.
Son competencia de esta Consejería las políticas de servicios, prestaciones y protección sociales, incluida la Renta Garantizada de Ciudadanía, las políticas de juventud, las políticas de gente mayor y las políticas de familias, la infancia y la adolescencia. También, es competencia de esta Consejería la regulación en materia de acogida y adopción, por lo que queda adscrito a esta Consejería el  Instituto Catalán de la Acogida y de la Adopción. Tiene competencias en políticas de personas con discapacidad y dependencias, y las políticas de inclusión social de estos dos colectivos. Además, la gestión y la coordinación de los equipamientos asistenciales de la red de servicios sociales y la acción comunitaria, así como la sensibilización cívica y social y el apoyo a las entidades y el voluntariado. Una vez iniciada la legislatura, se anunció que las competencias en materia de vivienda se transferían de la Consejería de Políticas Digitales y Territorio a esta Consejería.
| Consejería                                                                  | Titular                                                                     | Titular                                                                     | Partido                                                                     | Partido                                                                     | Periodo                                                                     | Periodo                                                                     | Generalitat   | Generalitat | Generalitat                |
| Consejería                                                                  | Titular                                                                     | Titular                                                                     | Partido                                                                     | Partido                                                                     | Inicio                                                                      | Fin                                                                         | Gobierno      | Presidente  | Presidente                 |
| --------------------------------------------------------------------------- | --------------------------------------------------------------------------- | --------------------------------------------------------------------------- | --------------------------------------------------------------------------- | --------------------------------------------------------------------------- | --------------------------------------------------------------------------- | --------------------------------------------------------------------------- | ------------- | ----------- | -------------------------- |
| Sus competencias estuvieron en la consejería de Sanidad y Seguridad Social. | Sus competencias estuvieron en la consejería de Sanidad y Seguridad Social. | Sus competencias estuvieron en la consejería de Sanidad y Seguridad Social. | Sus competencias estuvieron en la consejería de Sanidad y Seguridad Social. | Sus competencias estuvieron en la consejería de Sanidad y Seguridad Social. | Sus competencias estuvieron en la consejería de Sanidad y Seguridad Social. | Sus competencias estuvieron en la consejería de Sanidad y Seguridad Social. | Pujol I       |             | Jordi Pujol                |
| Sus competencias estuvieron en la consejería de Sanidad y Seguridad Social. | Sus competencias estuvieron en la consejería de Sanidad y Seguridad Social. | Sus competencias estuvieron en la consejería de Sanidad y Seguridad Social. | Sus competencias estuvieron en la consejería de Sanidad y Seguridad Social. | Sus competencias estuvieron en la consejería de Sanidad y Seguridad Social. | Sus competencias estuvieron en la consejería de Sanidad y Seguridad Social. | Sus competencias estuvieron en la consejería de Sanidad y Seguridad Social. | Pujol II      |             | Jordi Pujol                |
| Bienestar Social                                                            |                                                                             | Antoni Comas i Baldellou                                                    |                                                                             | CDC                                                                         | 4 de julio de 1988                                                          | 29 de noviembre de 1999                                                     | Pujol III     |             | Jordi Pujol                |
| Bienestar Social                                                            | Pujol IV                                                                    | Antoni Comas i Baldellou                                                    |                                                                             | CDC                                                                         | 4 de julio de 1988                                                          | 29 de noviembre de 1999                                                     |               |             | Jordi Pujol                |
| Bienestar Social                                                            | Pujol V                                                                     | Antoni Comas i Baldellou                                                    |                                                                             | CDC                                                                         | 4 de julio de 1988                                                          | 29 de noviembre de 1999                                                     |               |             | Jordi Pujol                |
| Bienestar y Familia                                                         |                                                                             | Irene Rigau                                                                 |                                                                             | CDC                                                                         | 29 de noviembre de 1999                                                     | 20 de diciembre de 2003                                                     | Pujol VI      |             | Jordi Pujol                |
| Bienestar y Familia                                                         |                                                                             | Carme Figueres i Siñol                                                      |                                                                             | PSC                                                                         | 20 de diciembre de 2003                                                     | 29 de noviembre de 2006                                                     | Maragall      |             | Pasqual Maragall           |
| Acción Social y Ciudadanía                                                  |                                                                             | Carme Capdevila i Palau                                                     |                                                                             | ERC                                                                         | 29 de noviembre de 2006                                                     | 29 de noviembre de 2010                                                     | Montilla      |             | José Montilla              |
| Bienestar Social y Familia                                                  |                                                                             | Josep Lluís Cleries i Gonzàlez                                              |                                                                             | CDC                                                                         | 29 de noviembre de 2010                                                     | 24 de diciembre de 2012                                                     | Mas I         |             | Artur Mas                  |
| Bienestar Social y Familia                                                  |                                                                             | Neus Munté Fernández                                                        |                                                                             | CDC                                                                         | 24 de diciembre de 2012                                                     | 14 de enero de 2016                                                         | Mas II        |             | Artur Mas                  |
| Bienestar, Trabajo y Familia                                                |                                                                             | Dolors Bassa                                                                |                                                                             | JxSí                                                                        | 14 de enero de 2016                                                         | 27 de octubre de 2017                                                       | Puigdemont    |             | Carles Puigdemont          |
| Sanidad, Servicios Sociales e Igualdad                                      |                                                                             | Dolors Montserrat Montserrat                                                |                                                                             | PP                                                                          | Aplicación del artículo 155 en Cataluña                                     | Aplicación del artículo 155 en Cataluña                                     | Rajoy II      |             | Soraya Sáenz de Santamaría |
| Trabajo, Asuntos Sociales y Familias                                        |                                                                             | Chakir El Homrani Lesfar                                                    |                                                                             | ERC                                                                         | 2 de junio de 2018                                                          | 26 de mayo de 2021                                                          | Torra         |             | Joaquim Torra i Pla        |
| Trabajo, Asuntos Sociales y Familias                                        | Aragonès (e)                                                                | Chakir El Homrani Lesfar                                                    |                                                                             | ERC                                                                         | 2 de junio de 2018                                                          | 26 de mayo de 2021                                                          | Pere Aragonès |             |                            |
| Derechos Sociales                                                           |                                                                             | Violant Cervera                                                             |                                                                             | JxC                                                                         | 26 de mayo de 2021                                                          | 11 de octubre de 2022                                                       | Pere Aragonès | Aragonès    |                            |
| Derechos Sociales                                                           |                                                                             | Carles Campuzano                                                            |                                                                             | PDeCat                                                                      | 11 de octubre de 2022                                                       | 12 de junio de 2024                                                         | Pere Aragonès | Aragonès    |                            |
| Derechos Sociales e Inclusión                                               |                                                                             | Mònica Martínez                                                             |                                                                             | PSC                                                                         | 12 de junio de 2024                                                         | En el cargo                                                                 | Illa          |             | Salvador Illa              |